# Ша Лін Лі
Ша Лін Лі (кит.: 沙玲莉; нар. 11 жовтня 1978) — тайваньська борчиня вільного стилю, бронзова призерка чемпіонату світу, чемпіонка, срібна та бронзова призерка чемпіонатів Азії, бронзова призерка Східноазійських ігор.

## Життєпис
Боротьбою почала займатися з 1990 року.
Виступала за борцівський клуб Китайського культурного університету.

## Спортивні результати на міжнародних змаганнях

### Виступи на Чемпіонатах світу
| Змагання                        | Збірна            | Вагова категорія          | Місце  |
| ------------------------------- | ----------------- | ------------------------- | ------ |
| Чемпіонат світу з боротьби 1995 | Китайський Тайбей | жіноча боротьба, до 70 кг | 5      |
| Чемпіонат світу з боротьби 1996 | Китайський Тайбей | жіноча боротьба, до 75 кг | Бронза |
| Чемпіонат світу з боротьби 1997 | Китайський Тайбей | жіноча боротьба, до 75 кг | 7      |
| Чемпіонат світу з боротьби 2000 | Китайський Тайбей | жіноча боротьба, до 68 кг | 8      |
| Чемпіонат світу з боротьби 2003 | Китайський Тайбей | жіноча боротьба, до 67 кг | 11     |

### Виступи на Чемпіонатах Азії
| Змагання                       | Збірна            | Вагова категорія          | Місце  |
| ------------------------------ | ----------------- | ------------------------- | ------ |
| Чемпіонат Азії з боротьби 1996 | Китайський Тайбей | жіноча боротьба, до 75 кг | Срібло |
| Чемпіонат Азії з боротьби 1997 | Китайський Тайбей | жіноча боротьба, до 75 кг | Бронза |
| Чемпіонат Азії з боротьби 1999 | Китайський Тайбей | жіноча боротьба, до 68 кг | Золото |

### Виступи на Східноазійських іграх
| Змагання                 | Збірна            | Вагова категорія          | Місце  |
| ------------------------ | ----------------- | ------------------------- | ------ |
| Східноазійські ігри 2001 | Китайський Тайбей | жіноча боротьба, до 68 кг | Бронза |